# Philippines Football League 2022-23
La temporada 2022-23 de la Football League de Filipinas fue la 5.ª temporada de la máxima categoría del fútbol en Filipinas desde 2017. Comenzó el 7 de agosto de 2022 y finalizó el 11 de junio de 2023.
El club United City fue el campeón defensor, no logró retener la corona debido a su retiro de la competición por problemas económicos.

## Equipos
Tras la cancelación del torneo en 2021 por la pandemia de covid-19, la competición retornó en 2022 con varios cambios, tanto en las sedes de los equipos como en su formato. Esta temporada marcó la primera vez desde 2019 que la liga volvió a un sistema de todos contra todos de ida y vuelta, con todos los equipos jugando entre sí cuatro veces, para un total de 24 partidos. United City, que anteriormente compitió sin una sede fija ni un estadio, tuvo su sede temporalmente en Capas, Tarlac, mientras su estadio estaba en construcción. Después de la temporada 2022-23, cambiaron su nombre a United Clark. El cambio más notable de esta temporada fue que la liga cambió su formato de programación. Anteriormente, la liga seguía el sistema de programación de la mayoría de las ligas asiáticas. Sin embargo, en 2022, la AFC cambió su calendario, pasando de un sistema intra a uno interanual. Varias ligas siguieron esto, lo que llevó a la PFL a cambiar también a este formato.
| Equipo                  | Ciudad              | Estadio                                | Capacidad |
| ----------------------- | ------------------- | -------------------------------------- | --------- |
| Azkals Development Team | Carmona, Cavite     | PFF National Training Center           | 1000      |
| Dynamic Herb Cebu       | Talísay, Cebú       | Dynamic Herb Sports Complex            | 550       |
| Kaya–Iloilo             | Iloílo, Iloílo      | Iloilo Sports Complex                  | 7000      |
| Maharlika Manila        | Manila, Gran Manila | Rizal Memorial                         | 12 873    |
| Mendiola 1991           | Imus, Cavite        | City of Imus Grandstand and Track Oval | 4800      |
| Stallion Laguna         | Biñan, Laguna       | Biñan Football                         | 3000      |
| United City             | Capas, Tarlac       | New Clark City Athletics               | 20 000    |

## Desarrollo

### Clasificación
Actualizado el 11 de junio de 2023.
| Pos. | Equipo                  | Pts. | PJ | G  | E | P  | GF | GC | Dif. | Clasificación o descenso               |
| ---- | ----------------------- | ---- | -- | -- | - | -- | -- | -- | ---- | -------------------------------------- |
| 1    | Kaya–Iloilo (C)         | 55   | 22 | 18 | 1 | 3  | 70 | 20 | +50  | Fase de grupos de la Liga de Campeones |
| 2    | Dynamic Herb Cebu       | 51   | 22 | 15 | 6 | 1  | 52 | 23 | +29  | Fase de grupos de la Copa AFC          |
| 3    | Stallion Laguna         | 35   | 22 | 11 | 2 | 9  | 39 | 26 | +13  | Fase de grupos de la Copa AFC          |
| 4    | United City             | 24   | 12 | 7  | 3 | 2  | 27 | 13 | +14  | Retirado                               |
| 5    | Azkals Development Team | 21   | 22 | 6  | 3 | 13 | 26 | 39 | −13  |                                        |
| 6    | Mendiola 1991           | 15   | 22 | 5  | 0 | 17 | 19 | 66 | −47  |                                        |
| 7    | Maharlika Manila        | 7    | 22 | 2  | 1 | 19 | 14 | 60 | −46  |                                        |

 Fuente: Soccerway
Criterios de clasificación: 1) Puntos; 2) Gol diferencia; 3) Goles anotados; 4) Partidos ganados.
Notas:
1. ↑  United City se retiró del torneo en febrero de 2023.[5]
2. ↑  El club Azkals Development Team, como el equipo nacional sub-23 invitado, no era elegible para los cupos a competiciones AFC.

### Resultados
Cada club jugó contra los otros equipos cuatro veces, para un total de 22 partidos cada uno, debido al retiro de United City.
| Local \ Visitante       | ADT | CEB | KAY | MAH | MEN | STA | UCT |
| ----------------------- | --- | --- | --- | --- | --- | --- | --- |
| Azkals Development Team |     | 0–0 | 0–1 | 4–0 | 3–0 | 0–2 | 3–0 |
| Dynamic Herb Cebu       | 3–0 |     | 3–2 | 5–1 | 7–1 | 1–0 | 3–3 |
| Kaya–Iloilo             | 1–0 | 3–0 |     | 4–1 | 6–1 | 3–0 | 2–1 |
| Maharlika Manila        | 1–1 | 0–1 | 1–4 |     | 0–3 | 0–4 | 0–5 |
| Mendiola 1991           | 1–3 | 2–6 | 0–7 | 1–0 |     | 0–4 | 0–5 |
| Stallion Laguna         | 1–2 | 3–4 | 1–2 | 2–1 | 2–0 |     | 2–4 |
| United City             | 2–2 | 1–1 | 2–0 | 1–0 | 2–0 | 1–0 |     |

| Local \ Visitante       | ADT | CEB | KAY | MAH | MEN | STA | UCT |
| ----------------------- | --- | --- | --- | --- | --- | --- | --- |
| Azkals Development Team |     | 1–2 | 1–3 | 4–1 | 0–3 | 0–3 |     |
| Dynamic Herb Cebu       | 3–0 |     | 1–1 | 2–0 | 1–0 | 0–0 |     |
| Kaya–Iloilo             | 3–1 | 2–3 |     | 5–0 | 4–0 | 3–0 |     |
| Maharlika Manila        | 3–0 | 1–2 | 1–5 |     | 1–2 | 0–1 |     |
| Mendiola 1991           | 3–0 | 1–3 | 1–6 | 0–1 |     | 0–3 |     |
| Stallion Laguna         | 3–0 | 1–1 | 1–3 | 4–1 | 2–0 |     |     |
| United City             |     |     |     |     |     |     |     |

## Estadísticas

### Goleadores
- Fuente: Página oficial de la competición.